# Mazzy Star
Mazzy Star foi uma banda estado-unidense de rock formada em 1989. Foi uma colaboração do guitarrista David Roback (do grupo Paisley Underground dos anos 1980 Rain Parade) e da baixista Kendra Smith (dos Dream Syndicate). Mas tarde, juntar-se-ia Hope Sandoval, amiga de Smith, como a vocalista. Kendra Smith cedo deixou a banda. A banda é provavelmente mais conhecida pela canção "Fade Into You," que lhe trouxe algum sucesso nos meados dos anos 1990 e que foi o maior êxito mainstream do dream pop. Roback e Sandoval foram o núcleo criativo da banda, com Sandoval escrevendo a maioria das letras e Roback compondo a maioria da música. Sandoval viria a formar a banda Hope Sandoval & the Warm Inventions e participar em gravações de Bert Jansch, The Jesus and Mary Chain, The Chemical Brothers e Death in Vegas. 
Em 24 de setembro de 2013, a banda lançou o seu último álbum, Seasons of Your Day. No ano de 2014 a banda anunciou o seu fim.

## Membros
- Hope Sandoval ,voz
- David Roback ,guitarra
- Jill Emery ,baixo
- Keith Mitchell ,bateria
- Suki Ewers
- William Cooper aka Will Glenn (falecido) ,teclados e violino

## Discografia
| Ano  | Título                      | Gravadora |
| 1990 | She Hangs Brightly          | Capitol   |
| 1993 | So Tonight That I Might See | Capitol   |
| 1996 | Among My Swan               | Capitol   |
| 2013 | Seasons of Your Day         | Capitol   |

## Singles
| Ano  | Título          | Posições nas tabelas | Posições nas tabelas | Posições nas tabelas     | Posições nas tabelas | Álbum                       |
| Ano  | Título          | Hot 100 (E.U.A.)     | Modern Rock (E.U.A.) | Mainstream Rock (E.U.A.) | R.U.                 | Álbum                       |
| 1990 | "Blue Flower"   | -                    | #29                  | -                        | -                    | She Hangs Brightly          |
| 1994 | "Fade Into You" | #44                  | -                    | -                        | -                    | So Tonight That I Might See |